# Mirco Saggiorato
Mirco Saggiorato (né le 16 avril 1988 à Böbikon) est un coureur cycliste suisse.

## Biographie
Mirco Saggiorato naît le 16 avril 1988 à Böbikon dans le canton d'Argovie en Suisse.
Après un court passage chez Atlas Personal, il entre dans l'équipe amateur EKZ Racing en 2012, puis il intègre l'équipe Stölting en 2014.

## Palmarès
- 2007
  - 3e de Silenen-Amsteg-Bristen
- 2009
  - 2e étape du Tour des Pays de Savoie
  - 3e étape du Grand Prix Guillaume Tell
- 2010
  - 3e du Grand Prix des Carreleurs
- 2011
  - Giro del Mendrisiotto
  - Tour Loire Pilat :
    - Classement général
    - 3e étape

  - 2e de Silenen-Amsteg-Bristen
  - 3e du Tour de Berne
- 2012
  - 3e étape du Tour de l'Ardèche méridionale
  - 2e du Grand Prix des Carreleurs
  - 3e du Prix du Saugeais
- 2013
  - 1re et 3e étapes du Tour des Pays de Savoie
  - Coire-Arosa
  - 2e du Grand Prix des Carreleurs
  - 2e de la Flèche du Sud
  - 2e du Championnat de Zurich
- 2014
  - Prix des Vins Henri Valloton

## Classements mondiaux
| Année           | 2009 | 2010 | 2011  | 2012 | 2013 |
| --------------- | ---- | ---- | ----- | ---- | ---- |
| UCI Europe Tour | 528e | 754e | 1222e |      | 236e |